# Galerie Ravenstein

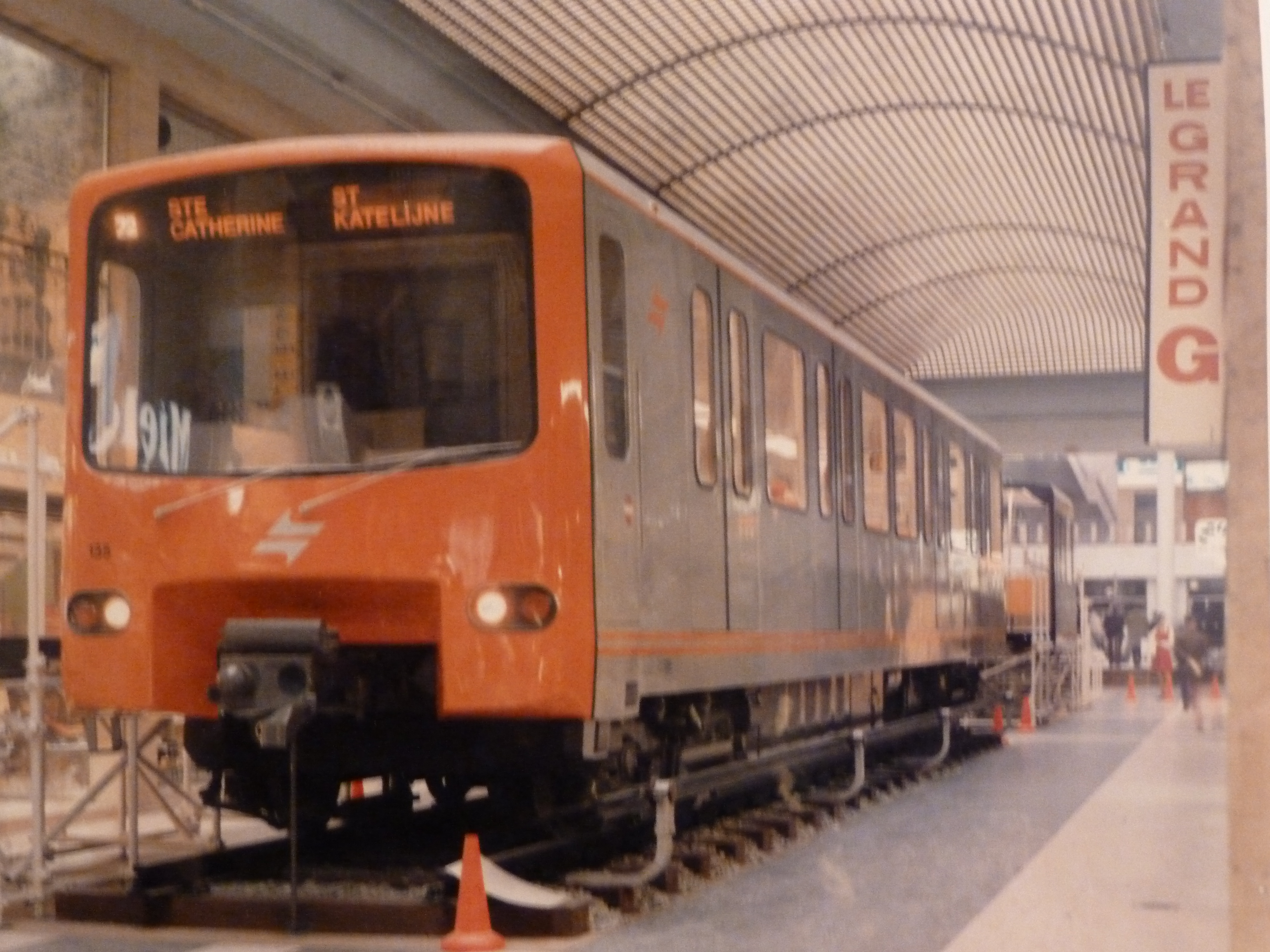
Rame du Métro de Bruxelles exposée dans la galerie dans les années 1970.

La galerie Ravenstein (en néerlandais : Ravensteingalerij) est une galerie couverte marchande située dans le centre de la ville belge de Bruxelles, réalisée dans les années 1950. Elle occupe l'emplacement du palais Granvelle, palais construit vers 1555 et qui fut  détruit en 1931.
La galerie débute au nord-ouest de la rue Cantersteen ainsi que par un passage souterrain provenant de la gare de Bruxelles-Central. Au sud-est, la galerie débouche sur la rue Ravenstein, en face de l'entrée principale du Palais des Beaux-Arts (Bozar) et de la courte rue Baron Horta qui mène au parc de Bruxelles.

## Caractéristiques
La galerie Ravenstein, édifiée sur les pentes du Mont des Arts, forme une connexion entre la ville basse (côté nord-ouest) et la ville haute (côté sud-est). Quelque 17 000 personnes empruntent quotidiennement la galerie.
Une sculpture d'Olivier Strebelle, l'Enlèvement d'Europe, y avait été placée dans le bassin qui a jadis remplacé le groote lepel (en français : « grande cuillère »). En 2006, le bronze a mystérieusement disparu. Depuis cette disparition, cette fontaine au bassin en mosaïque est inutilisée.
Un dôme de brique de verre et des fresques « astrales » sont les particularités de ce passage.

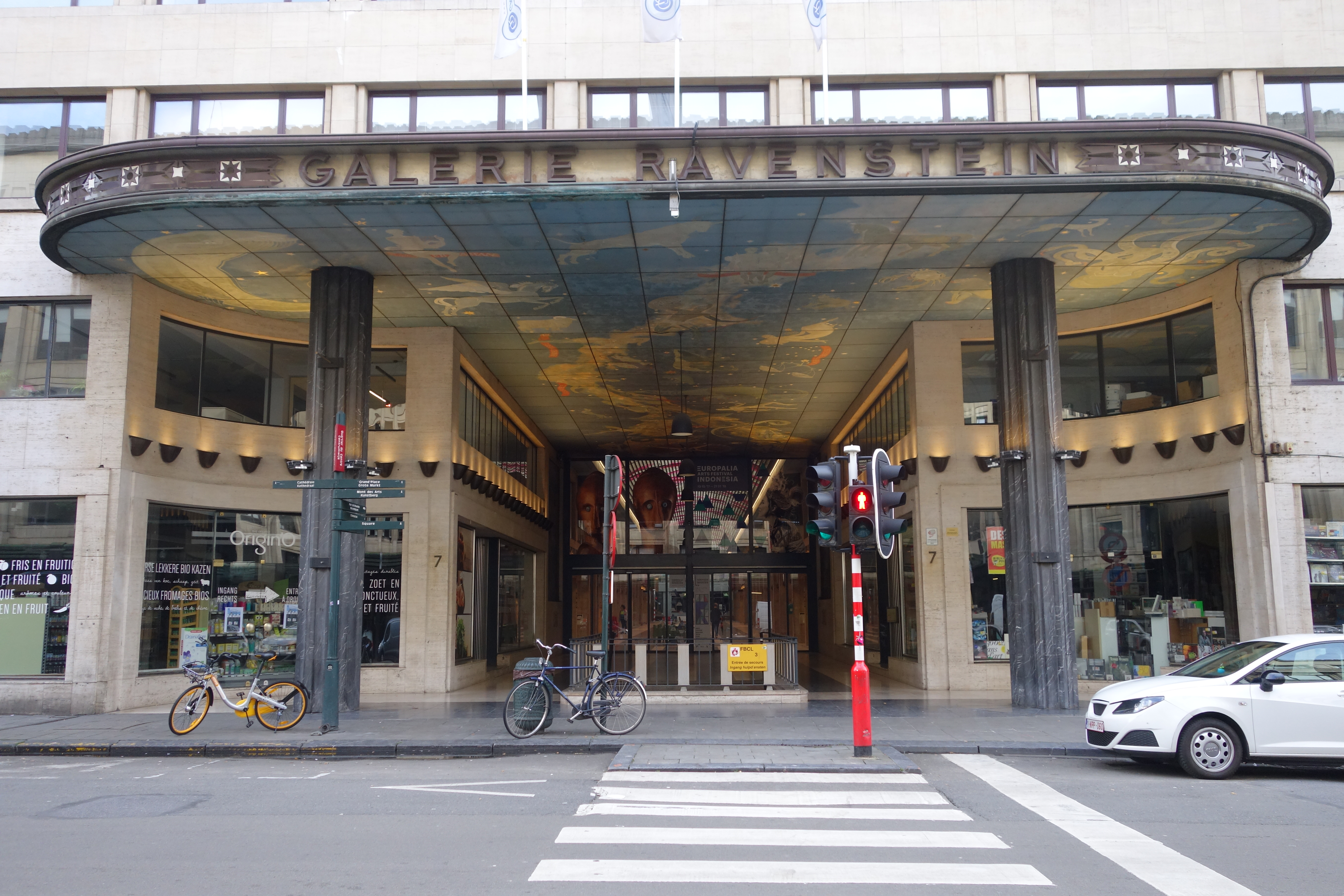
Entrée nord-ouest.
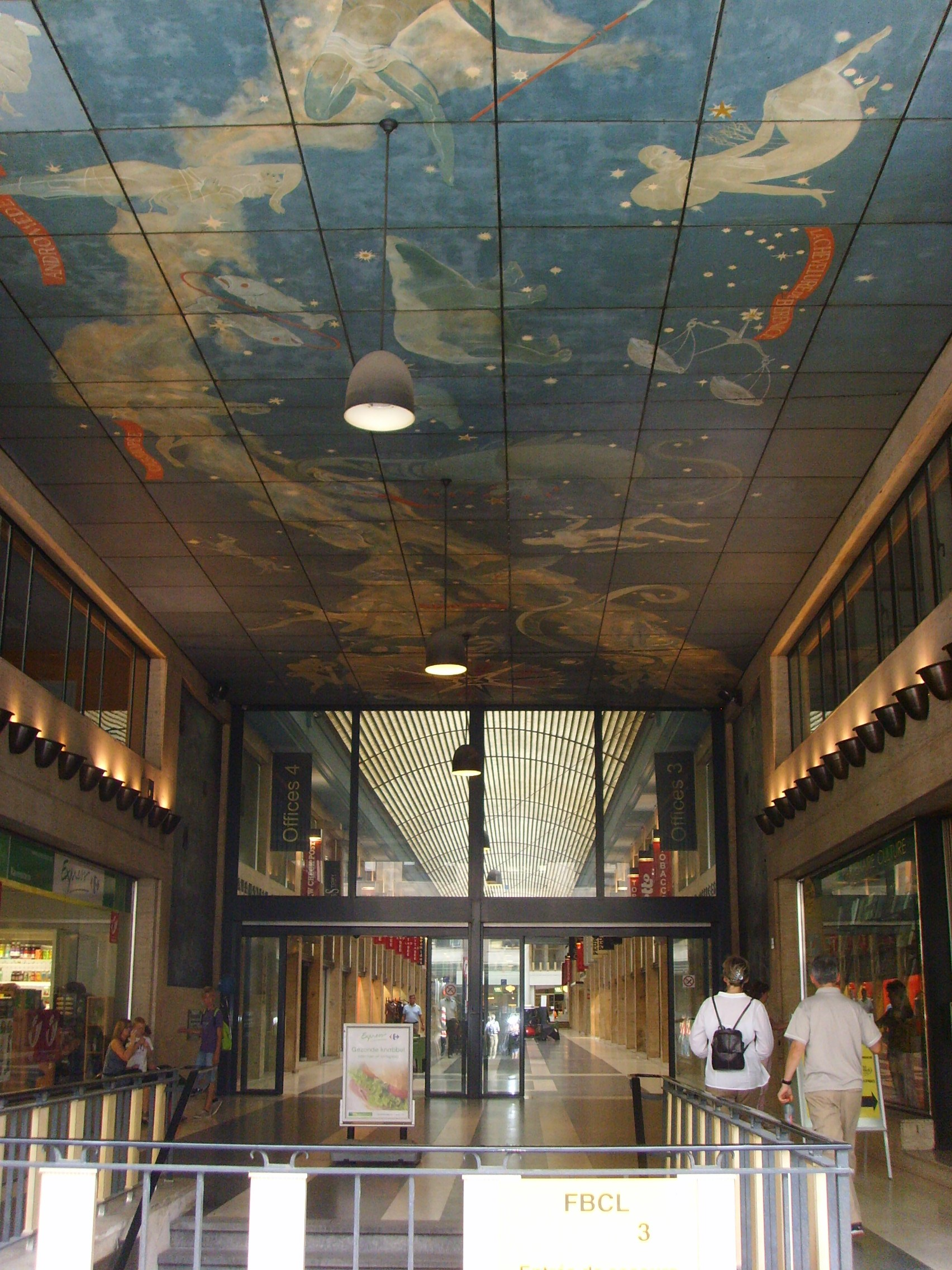
Entrée nord-ouest.
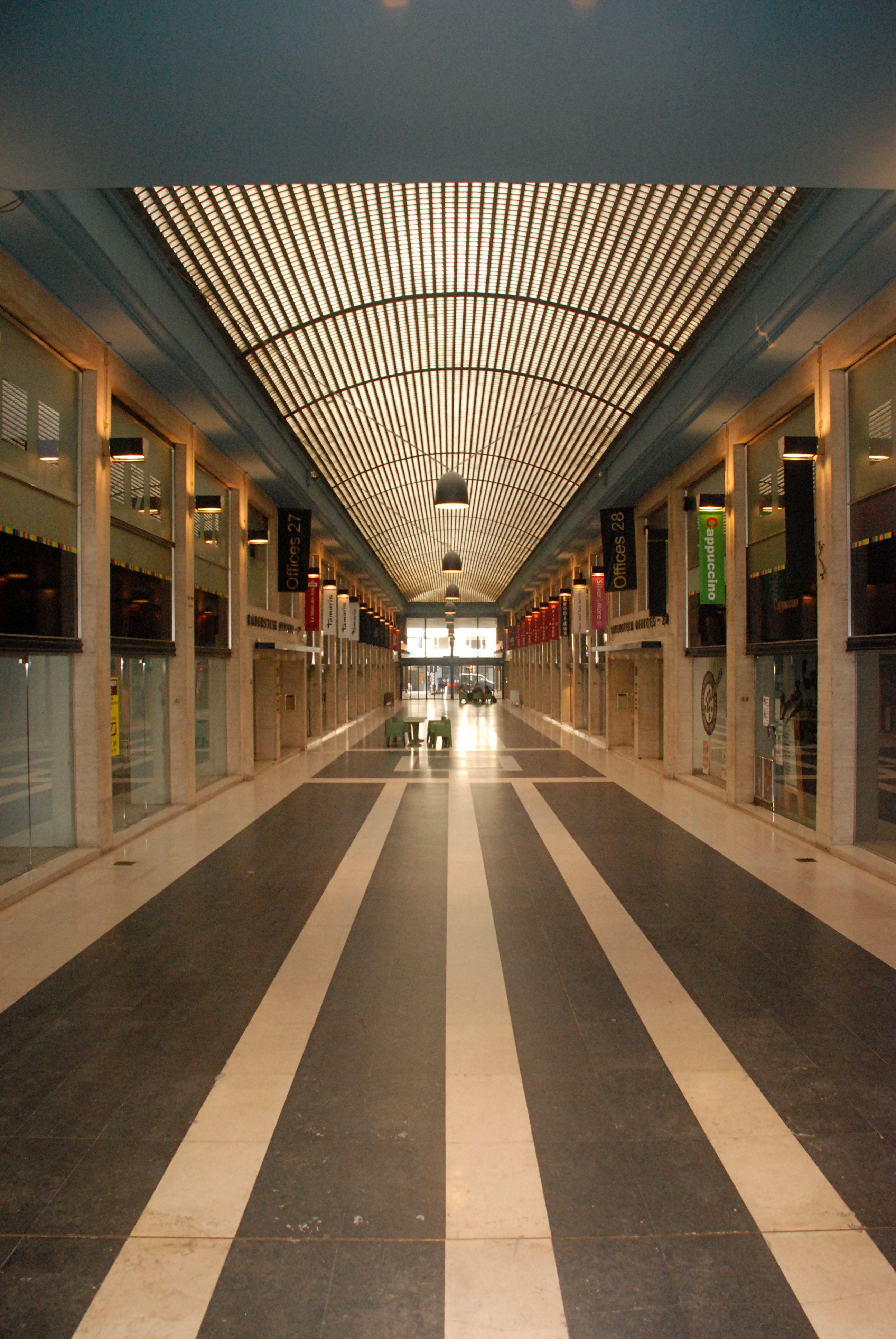
Vue axiale.
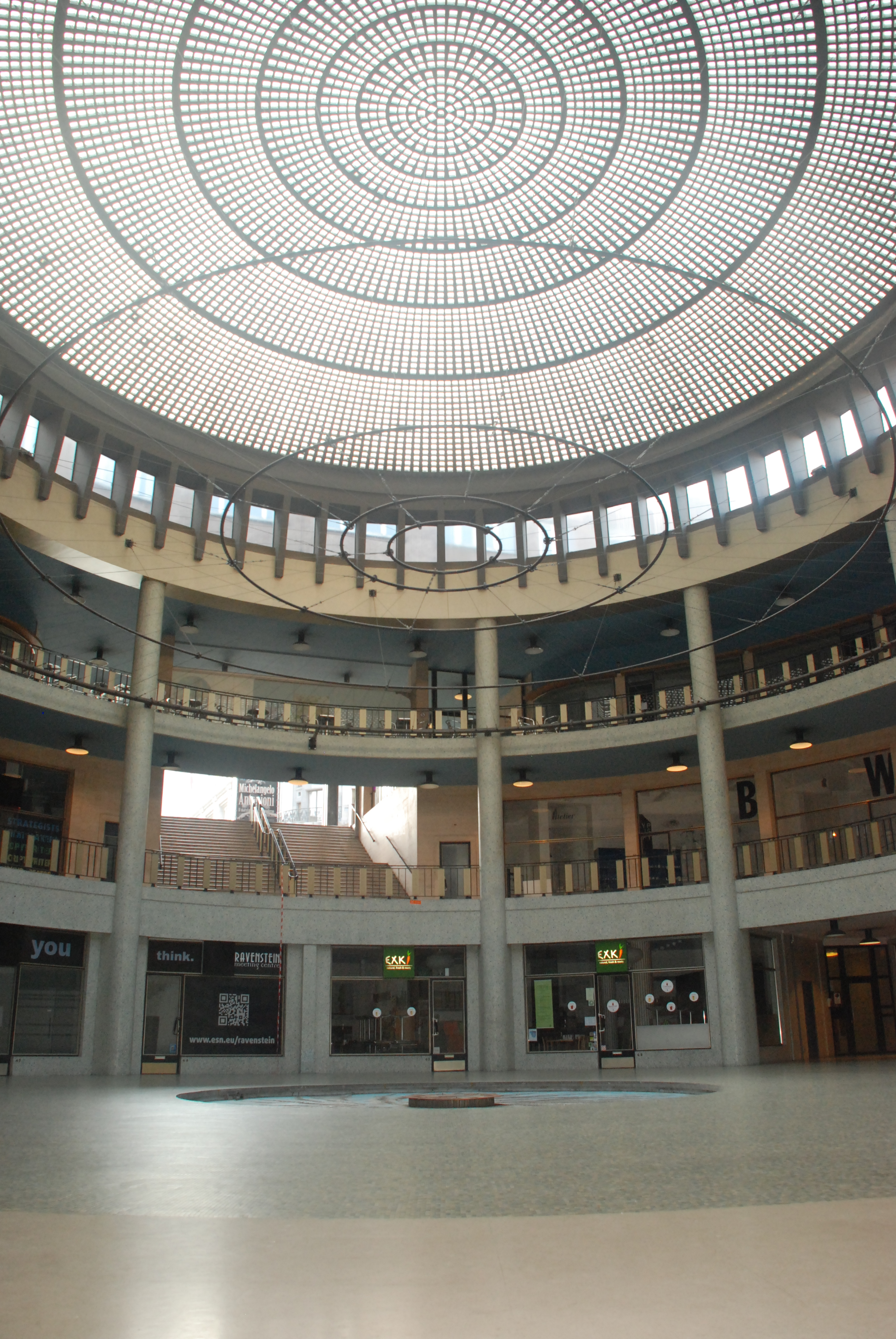
La coupole.